# Padilla mazavaloha
Padilla mazavaloha är en spindelart som beskrevs av Daniela Andriamalala 2007. Padilla mazavaloha ingår i släktet Padilla och familjen hoppspindlar. Inga underarter finns listade i Catalogue of Life.